# Giovanni Sechi
Giovanni Sechi (Sassari, 1871. január 17. – Róma, 1948. május 1.) olasz admirális és az első világháborút követően politikusként az Olasz Királyság hadügyminisztere volt.

## Élete
Giovanni Sechi 1871. január 17-én született Sassariban, Diego Sechi és Angela Parodi gyermekeként. 1883. november 1-jén elvégezte a haditengerészeti akadémiát. 1911 és 1912 között részt vett az 1911–12-es olasz-török háborúban, 1915–1918 között pedig az első világháborúban. 1918. április 28-án előléptették altengernaggyá.
1920. március 14-én nyugállományba vonult, de tartalékosként még továbbszolgált. 1919. június 23-tól 24-ig, átmenetileg ellátta a hadügyminiszteri pozíciót. Emellett 1919. június 23-tól 1921. július 4-ig az Olasz Királyság tengerészeti minisztere is volt. Pályafutása során számos kitüntetést kapott. 1926 után részt vett néhány képviselőtestület munkájában.
1948. május 1-jén hunyt el Rómában.